# Roman Šebrle

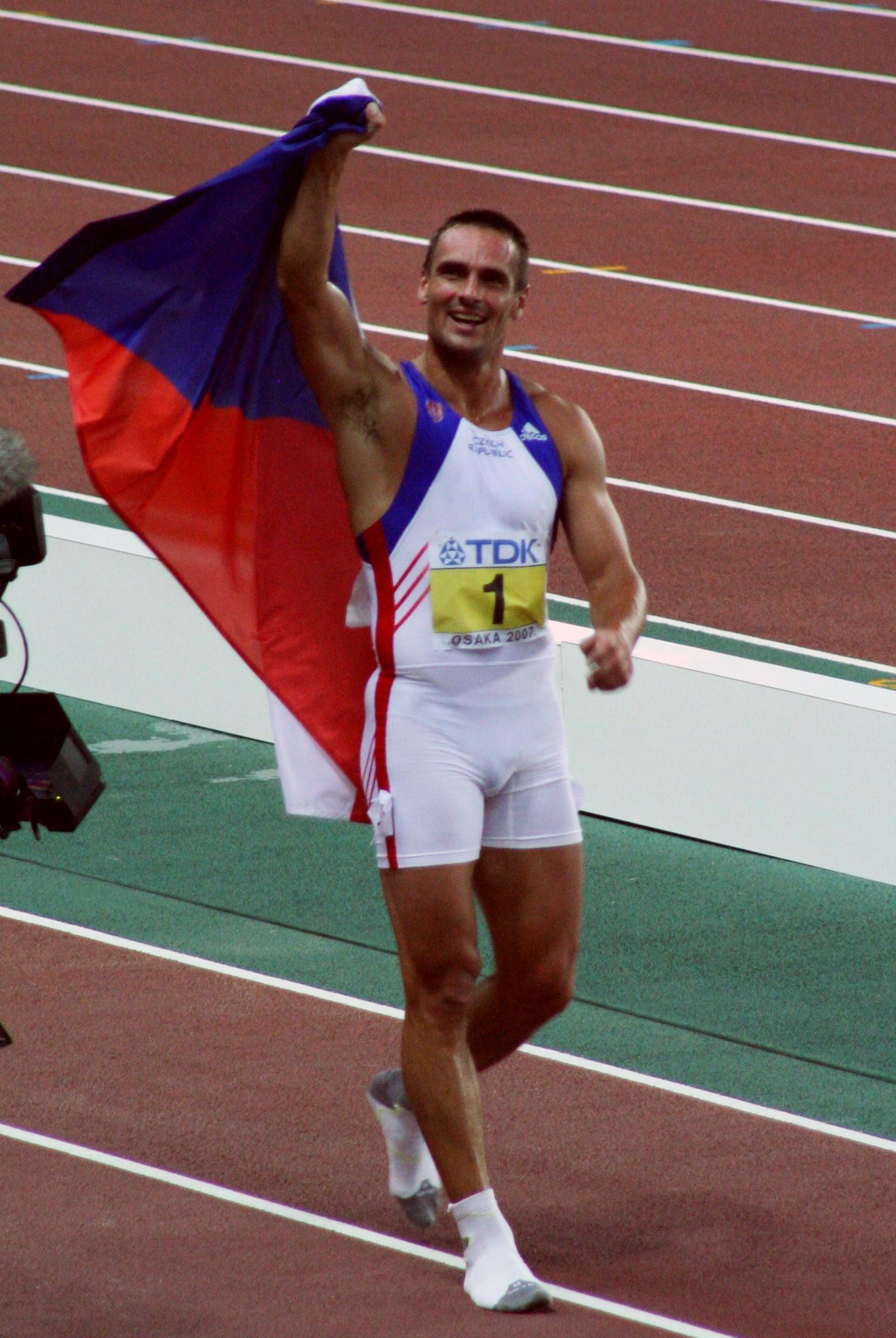
La CM din 2007

Roman Šebrle (n. 26 noiembrie 1974, Lanškroun⁠(d), Pardubice, Cehia) este un fost concurent la decatlon din Cehia. Este considerat a fi unul dintre cei mai buni atleți care a participat vreodată la acest sport.

## Carieră
La origine un săritor în înălțime, s-a mutat mai târziu la sporturile combinate devenind un record holder la decatlon. În 2001 la Götzis a devenit primul concurent de la decatlon care a obținut 9.000 de puncte, setând recordul mondial la 9.026 de puncte, depășindu-și compatriotul, Tomáš Dvořák, care a luat 8.994 de puncte doi ani mai devreme.
După ce s-a clasat pe locul al doilea la decatlon în timpul Jocurilor Olimpice de vară din 2000, Šebrle a câștigat medalia de aur la Jocurile Olimpice de vară din 2004. Tradiția dictează faptul că cel care câștigă decatlonul deține titlul de „Cel mai mare sportiv din lume”.
Un grup de experți convocat de Wall Street Journal în 2008 l-a clasat, de asemenea, pe Šebrle drept cel mai mare atlet din lume. În același an, Šebrle a terminat pe locul 6 la decatlonul de la Jocurile Olimpice de la Beijing.

## Palmares
| An   | Competiție                      | Locație                    | Loc | Eveniment | Note |
| ---- | ------------------------------- | -------------------------- | --- | --------- | ---- |
| 1996 | Cupa Europei de Probe Combinate | Lage, Germania             | 13  | decatlon  | 7825 |
| 1997 | Cupa Europei de Probe Combinate | Tallinn, Estonia           | 1   | decatlon  | 8322 |
| 1997 | Campionatul Mondial             | Atena, Grecia              | 9   | decatlon  | 8232 |
| 1997 | Universiada                     | Catania, Italia            | 1   | decatlon  | 8380 |
| 1998 | Campionatul European în sală    | Valencia, Spania           | –   | heptatlon | NT   |
| 1998 | Cupa Europei de Probe Combinate | Tallinn, Estonia           | 2   | decatlon  | 8589 |
| 1998 | Campionatul European            | Budapesta, Ungaria         | 6   | decatlon  | 8477 |
| 1999 | Campionatul Mondial în sală     | Maebashi, Japonia          | 3   | heptatlon | 6319 |
| 1999 | Cupa Europei de Probe Combinate | Praga, Cehia               | 2   | decatlon  | 8527 |
| 1999 | Campionatul Mondial             | Sevilla, Spania            | –   | decatlon  | NT   |
| 2000 | Campionatul European în sală    | Gent, Belgia               | 2   | heptatlon | 6271 |
| 2000 | Jocurile Olimpice               | Sydney, Australia          | 2   | decatlon  | 8606 |
| 2001 | Campionatul Mondial în sală     | Lisabona, Portugalia       | 1   | heptatlon | 6420 |
| 2001 | Campionatul Mondial             | Edmonton, Canada           | 10  | decatlon  | 8174 |
| 2002 | Campionatul European în sală    | Viena, Austria             | 1   | heptatlon | 6280 |
| 2002 | Campionatul European            | München, Germania          | 1   | decatlon  | 8800 |
| 2003 | Campionatul Mondial în sală     | Birmingham, Marea Britanie | 1   | heptatlon | 6196 |
| 2003 | Campionatul Mondial             | Paris, Franța              | 1   | decatlon  | 8634 |
| 2004 | Campionatul Mondial în sală     | Budapesta, Ungaria         | 1   | heptatlon | 6438 |
| 2004 | Jocurile Olimpice               | Atena, Grecia              | 1   | decatlon  | 8893 |
| 2005 | Campionatul European în sală    | Madrid, Spania             | 1   | heptatlon | 6232 |
| 2005 | Campionatul Mondial             | Helsinki, Finlanda         | 2   | decatlon  | 8521 |
| 2006 | Campionatul Mondial în sală     | Moscova, Rusia             | 3   | heptatlon | 6161 |
| 2006 | Campionatul European            | Göteborg, Suedia           | 1   | decatlon  | 8526 |
| 2007 | Campionatul European în sală    | Birmingham, Marea Britanie | 1   | heptatlon | 6196 |
| 2007 | Campionatul Mondial             | Osaka, Japonia             | 1   | decatlon  | 8676 |
| 2008 | Campionatul Mondial în sală     | Valencia, Spania           | –   | heptatlon | NT   |
| 2008 | Jocurile Olimpice               | Beijing, China             | 6   | decatlon  | 8241 |
| 2009 | Campionatul European în sală    | Torino, Italia             | 3   | heptatlon | 6142 |
| 2009 | Campionatul Mondial             | Berlin, Germania           | 10  | decatlon  | 8266 |
| 2010 | Campionatul Mondial în sală     | Doha, Qatar                | 5   | heptatlon | 6024 |
| 2011 | Campionatul European în sală    | Paris, Franța              | 3   | heptatlon | 6178 |
| 2011 | Campionatul Mondial             | Daegu, Coreea de Sud       | 14  | decatlon  | 8069 |
| 2012 | Campionatul European            | Helsinki, Finlanda         | 6   | decatlon  | 8052 |
| 2012 | Jocurile Olimpice               | Londra, Marea Britanie     | -   | decatlon  | NT   |